# Acies
Acies — у Стародавньому Римі назва, що означає бойовий порядок відділення армії війська в Римській Армії. Термін і порядок були запроваджені в часі Другої самнітської війни.
Від цієї назви походять такі споріднені визначення:
- acies media — центр бойового порядку,
- acies triplex — бойовий порядок складений з трьох ліній (hastati, principes, triarii)[1]
- acies prima — перша лінія бойового порядку,
- acies secunda — друга лінія бойового порядку,
- acies tertia — третя лінія бойового порядку.